# Левашовский путепровод
Левашо́вский путепрово́д — путепровод на границе поселков Левашово и Парголово в Выборгском районе Санкт-Петербурга. Переброшен через Выбогскую железную дорогу в створе Горского шоссе.
Путепровод на этом месте был построен в 1930-х годах. Он имел монолитное железобетонное исполнение — . В последнее время он находился в неудовлетворительном состоянии. В 2010 году его снесли, а в 2011 году на его месте построили новый. Движение открылось 10 октября 2011 года.
Название путепровод получил 27 марта 2017 года. Оно связано с тем, что путепровод расположен в Левашове.